# المسيحية في سان بيار وميكلون

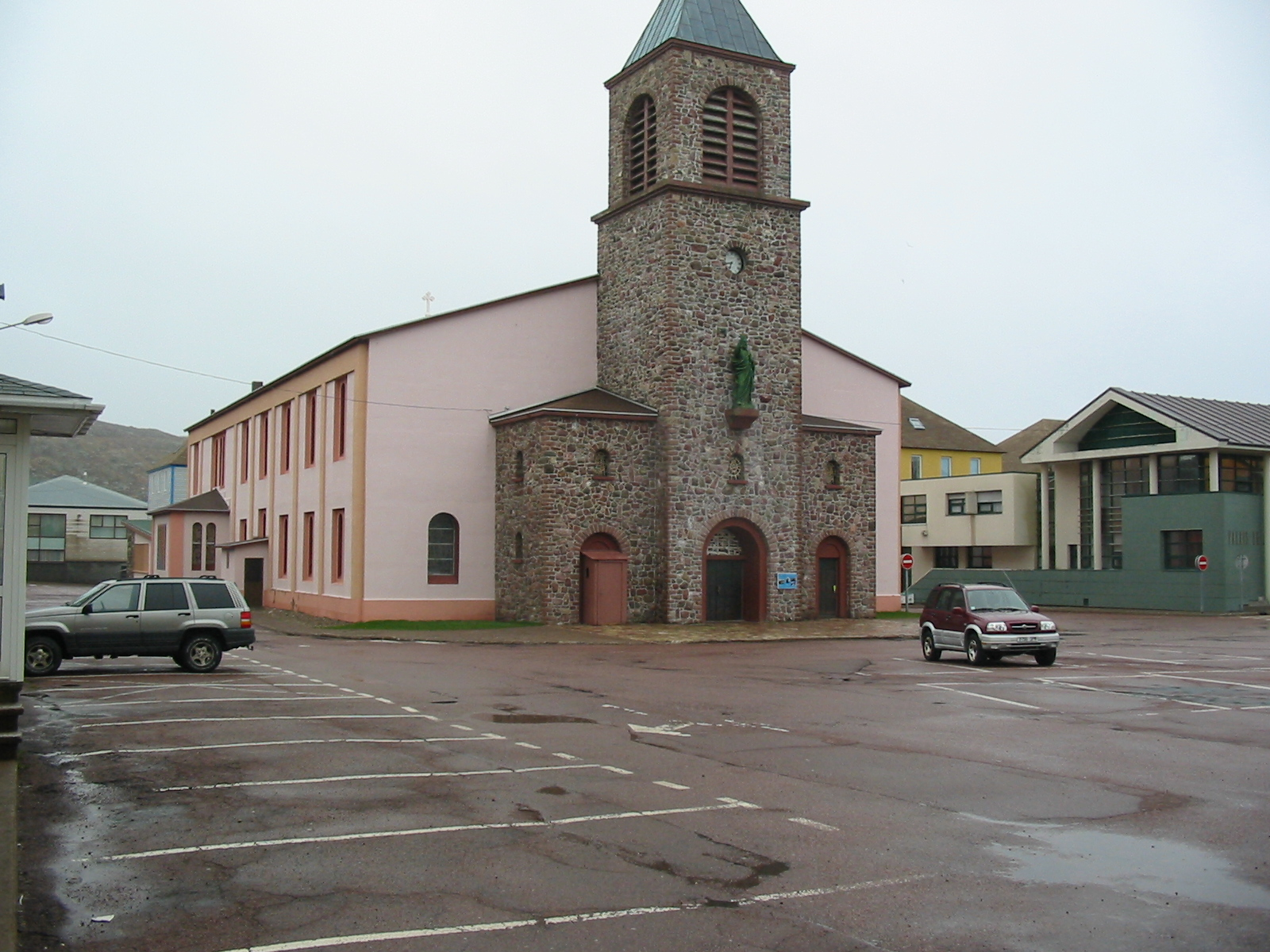
كنيسة القديس بطرس في سان بيار وميكلون.

يعتنق أغلب سكان سان بيار وميكلون المسيحية دينًا على المذهب الروماني الكاثوليكي، من ثم البروتستانتية. وتدير النيابة الرسوليَّة في سان بيار وميكلون شؤون المجتمع الكاثوليكي المحلي، وكانت قد تأسست النيابة لأول مرة في عام 1763، بعد سقوط فرنسا الجديدة ، وقد تمت ترقيتها رسمياً كنيابة رسوليَّة في 16 نوفمبر من عام 1970. في زمن اندماجها مع أبرشية لاروشيل وسانتس أبرشية الرومانيَّة الكاثوليكيَّة، كان لدى النيابة العامة أبرشتين مع مجتمع مكون من 6,300 كاثوليكي.